# Gouy, Seine-Maritime
Gouy är en kommun i departementet Seine-Maritime i regionen Normandie i norra Frankrike. Kommunen ligger i kantonen Boos som tillhör arrondissementet Rouen. År 2022 hade Gouy 893 invånare.

## Befolkningsutveckling
Antalet invånare i kommunen Gouy
| Referens: INSEE |